# Lliri d'espases
El lliri d'espases (Gladiolus communis) és una espècie de planta del gènere gladiolus dins la família Iridaceae. N'hi ha dues subespècies: Gladiolus communis subsp. communis i Gladiolus communis subsp. byzantinus (Mill.) A. P. Ham.

## Característiques

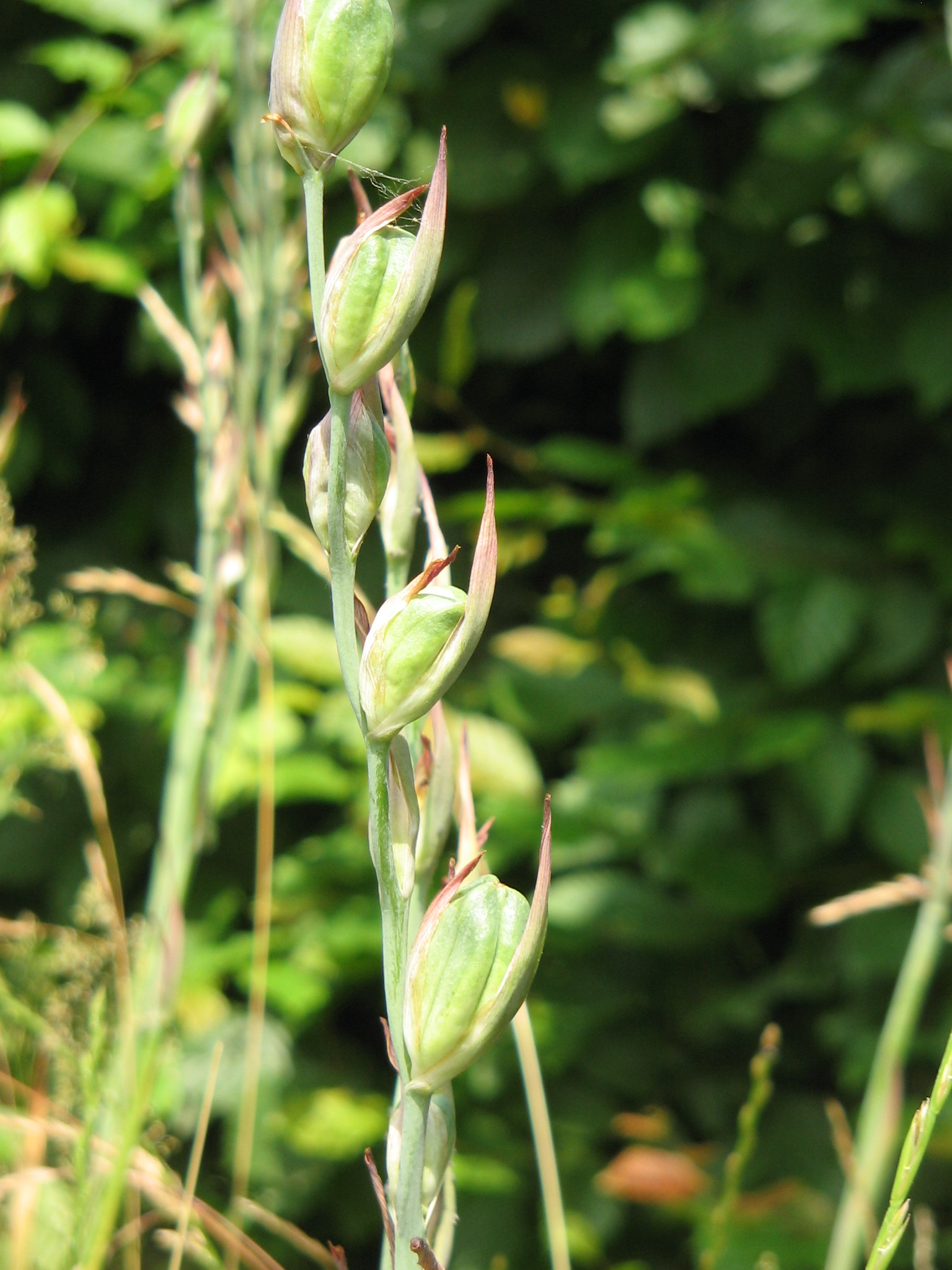
Fruits capsulars

Aquesta espècie de gladiol és herbàcia i perenne, fa de 0,5 a 1 m d'alt i és un geòfit. Els seus tubercles fan uns 20 mm de diàmetre; la tija no està ramificada, les fulles són alternades. Les fulles són simples i en forma d'espasa, fan de 10 a 70 cm de llargada i de 0,5 a 2,2 cm d'amplada. El marge de la fulla no està serrat.

## Ús
Aquest gladiol era a principi del segle xix una planta ornamental popular, però va ser substituït pel gladiol de jardí. A més s'usava com a planta medicinal.